# Tenuirostritermes
Tenuirostritermes es un género de termitas  perteneciente a la familia Termitidae:

## Especies
1. Tenuirostritermes briciae
2. Tenuirostritermes cinereus
3. Tenuirostritermes incisus
4. Tenuirostritermes tenuirostris